# Jussy (Genebra)
Jussy é uma comuna suíça do Cantão de Genebra que fica entre Presinge, Meinier e Gy e a Norte e a Este a Alta Saboia francesa.
Segundo o Departamento Federal de Estatísticas Jussy ocupa uma superfície de 11.35 km2 e unicamente com 8.1 % de terreno ocupado por habitações ou infra-estrutura, enquanto mais de 55 % é superfície agrícola.  
A nível demográfico a evolução tem sido lenta porque se trata de uma comuna fundamentalmente agrícola, e em 2008 só tinha 1 142 habitantes. 